# Foule continentale
Foule continentale est une émission de radio franco-belge, en coproduction entre France inter et la RTBF, produite et présentée par Caroline Gillet. Elle est diffusée, depuis le 30 juin 2018, d'abord durant l'été 2018 puis tous les dimanches de l'année sur France Inter et sur La Première, en Belgique.

## Présentation

### Généralités
Foule Continentale est une émission de radio en coproduction entre France Inter et la RTBF.

### Contenu
Cette émission est consacrée à la jeunesse européenne. La présentatrice part à la rencontre de jeunes européens, présentant le continent européen et l'Union européenne à travers ces portraits. Le nom de l'émission a été choisi « parce qu'il n'est ni eurobéat, ni eurosceptique et qu'il traduit l'idée de faire entendre tout le monde ».
Chaque émission est agrémentée des dessins de Marie Dubois (pour l'émission estivale) puis de Claire Braud (à partir de la première mensuelle, le 7 octobre 2018), sur chaque page de l'épisode sur le site web de France Inter, ainsi que sur les pages Facebook et Instagram de la radio.

### Partenariat
L'émission est en partenariat avec le journal Libération, qui parle de l'émission tous les lundis suivant la diffusion d'un épisode.

## Historique
L'émission est d'abord une série estivale durant l'été 2018. Devant le succès, elle est prolongée tous les dimanches pour la première saison, avec une fois par mois une mensuelle en présence de Maxime Calligaro, eurocrate et auteur de fictions sur les institutions européennes, pour parler de ces institutions, souvent considérées comme complexes et opaques à comprendre.
L'émission revient pour une saison 2, à partir du 30 août 2019< cette fois avec les journalistes Ludovic Lamant, Vincent Lucchese et Claire Richard accompagnant les mensuelles.
L'émission s'arrête lors de la diffusion de son centième épisode après trois ans.

## Équipe
- Production et présentation : Caroline Gillet
- Co-présentation pour les mensuelles : Maxime Calligaro (Saison 1)[6]  ; puis Ludovic Lamant, Vincent Lucchese et Claire Richard (Saison 2)[7]
- Réalisation : Anne Weinfeld
- Attachée de production : Martine Meyssonnier

## Programmation et diffusion

### Généralités
L'émission est programmée du 30 juin au 18 août 2018, d'abord conçue comme une série estivale de 6 émissions de 53 minutes. Elle est ensuite prolongée tous les dimanches pour la saison 1, sur 44 épisodes de 37 minutes, et une fois par mois, elle est organisée avec Maxime Calligaro.
L'émission revient pour une saison 2, à partir du 30 août 2019, tous les samedis à 22h.
En Belgique, l'émission est diffusée sur La Première,.